# 왕전 (전국)

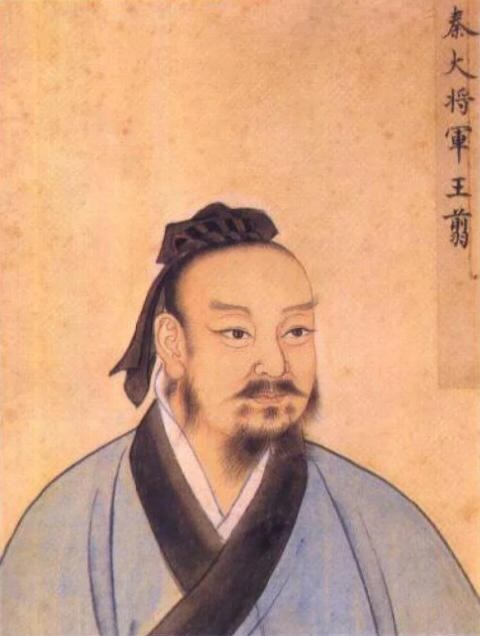
왕전의 초상화

왕전(王翦, ? ~ ?)은 중국 전국시대 진나라의 장군이다.
백기와 더불어 전국 시대 진나라의 대표적인 명장으로 평가받는 인물로, 시황제 때에 조나라 · 연나라 · 초나라 등의 나라들을 공격해서 차례로 멸망시키며 중국의 통일에 크게 기여하였다. 그의 아들인 왕분과 손자인 왕리 또한 3대에 걸쳐 명장으로 이름을 떨쳤다.
사마천(司馬遷)은 왕전은 진나라의 주변국 여섯 나라를 평정하였으며 전국시대를 종식시키고 중국 최초의 통일 나라를 만든 명장이라 평했다.

## 생애

### 출신
왕전은 빈양(頻陽) 동향(東鄕) 출신으로, 어려서부터 병법을 좋아했으며 진 시황제를 섬겼다.

### 조나라 정복
기원전 236년(진시황 11), 왕전은 환의 · 양단화 등과 함께 조나라의 업을 공격하여 9성을 빼앗았다. 이때에 왕전은 연여(閼與) · 요양(橑楊)을 공격하였으며, 모든 군대를 통합하였다. 왕전은 18일 동안 군대를 통솔하며 군중에서 공로가 두식(斗食) 이하인 자들을 돌려보냄으로써 군사들의 수를 1/5로 줄이고 정예병만을 남겼다. 이후 왕전이 업과 안양(安陽)을 빼앗은 후 환기에게 군대의 통솔권을 넘겼다.
기원전 229년(진시황 18), 진나라가 대대적으로 군대를 일으켜 조나라를 공격했다. 이때에 왕전은 양단화 · 강외(羌瘣) 등과 함께 출전하여 상지(上地)의 군대를 거느리고 조나라의 정형(井陘, 지금의 허베이성)을 함락시켰다. 이후 왕전은 1년 남짓 동안 조나라를 공격하였다. 이때에 왕전은 조나라의 명장인 이목 · 사마상(司馬尙) 등과 대치하였다. 그러자 왕전은 조나라 왕의 총애를 받던 곽개(郭開)에게 뇌물을 주어서 이목과 사마상이 진나라에 붙으려 한다는 거짓 보고를 하게 하였다. 이를 믿은 조나라 왕은 이목을 죽이고 사마상을 해임하고 말았다.
기원전 228년(진시황 19), 왕전은 강외와 조나라의 동양(東陽)을 모두 평정하여 빼앗았으며 조나라의 마지막 왕인 유류왕을 사로잡았다. 그 후에 왕전은 연나라를 공격하기 위하여 중산에 주둔하였다. 한편 조나라의 공자 가(嘉)가 종족들을 거느리고 대(代)로 달아나서 스스로 왕이 되고는 연나라와 연합하여 상곡에 군사를 주둔시켰다.

### 연나라 정복
기원전 227년(진시황 20), 연태자 단이 자객 형가를 보내 진시황을 암살하려 하였으나 실패했다. 왕전은 이를 보복하기 위하여 신승(辛勝)과 함께 연나라를 공격하였다. 이에 연나라가 대왕 가와 연합하여 진나라 군대와 맞섰다. 그러자 왕전은 역수(易水) 서쪽에서 연나라 군대를 격파하였다.
기원전 226년(진시황 21), 왕전은 병력을 증원받은 후 연태자 단의 군대를 격파하고 연나라의 도읍인 계성(薊城)을 점령하였다. 연나라의 마지막 왕인 연왕 희는 요동으로 달아났다.
《사기》 연소공세가에 의하면, 연태자 단은 이후 요동에서 아버지인 연왕 희에게 살해당하였으며 그 머리가 진나라에 바쳐졌다. 그 외의 다른 기록에서는 계성 점령 당시에 왕전에게 목이 베였다고도 하고, 혹은 연수(衍水)에서 진나라의 장수 이신에게 패하여 붙잡혔다고도 한다. 이후 기원전 222년(진시황 25)에 연왕 희가 왕전의 아들인 왕분(王賁)에게 사로잡히면서 연나라는 완전히 멸망했다.

### 실각과 귀환
이후 진 시황제는 젊고 용감한 장수인 이신에게 초나라 정벌을 위해서 얼마나 많은 군사가 필요하느냐고 물었다. 그러자 이신은 "20만 명을 넘지 않아도 됩니다."라 답하였다. 그러나 왕전은 "60만 명이 아니면 안됩니다."라 하였다. 진 시황제는 왕전이 늙어서 겁이 많아졌다고 생각하고는 이신과 몽염 등으로 하여금 20만 군사를 거느리고 초나라를 정벌하도록 하였다. 왕전은 자신의 말이 받아들여지지 않자 나이와 병을 핑계로 고향인 빈양으로 돌아갔다.
이후 이신과 몽염은 각기 평여(平與)와 침(寢)을 공격하여 초나라 군대를 크게 격파하였다. 그러나 이신은 언영(鄢郢)을 격파한 후 성보(城父)에서 몽염과 합류하는 과정에서 사흘 밤낮으로 추격해온 초나라 군대의 반격을 받아 크게 패하고 달아났다. 이 소식을 듣고 분노한 진 시황제는 몸소 빈양으로 찾아가 왕전에게 사과하며 초나라를 공격해줄 것을 요청했다. 이에 왕전은 60만 명의 군대를 동원해야 한다는 조건으로 이를 받아들여 초나라 정벌에 나섰다.
왕전이 출전하자 진 시황제가 몸소 파상(灞上)까지 와서 그를 전송했다. 그런데 왕전은 떠나기 전에 진 시황제에게 자손들을 위하여 많은 전택(田宅)과 원지(園池)를 내려줄 것을 청하였고, 함곡관에 이르러서도 5번이나 사자를 보내 좋은 땅을 청하였다. 이때 누군가 왕전에게 "장군의 요구가 지나칩니다."라 하자, 왕전은 "진왕께서는 거칠고 사람을 믿지 않으신다. 지금 진나라 군대를 모두 내게 맡겼는데, 내가 자손의 생업을 위해 전택을 요구하여 뜻을 보여주지 않으면 진왕께서 나를 의심하시지 않겠는가."라 하였다.

### 초나라 정복
기원전 224년(진시황 23), 왕전은 몽무와 함께 초나라를 공격하였다. 이때 왕전은 일부러 보루를 쌓고 초나라 군대가 수차례 싸움을 걸어도 응하지 않았다. 오히려 왕전은 군사들을 휴식케하며 그들을 잘 씻기고 잘 먹이며 다독거렸으며 몸소 병사들과 식사하는 등 군중의 사기를 진작시켰다. 이윽고 왕전이 사람을 시켜 군중을 둘러보니 군사들이 스스로 투석(投石, 돌던지기)과 초거(超距, 장애물넘기) 놀이를 하고 있었는데, 이를 듣고서야 왕전은 군사들이 싸울 준비가 끝났다고 생각했다. 이후 초나라 군대가 동쪽으로 이동하자, 왕전이 이들을 추격하여 크게 무찔렀다. 그리고 마침내 기(蘄)에서 초나라 군대를 격파하고 그 장군 항연을 죽였다.
기원전 223년(진시황 24), 왕전은 몽무와 함께 다시 초나라를 공격하여 초나라의 마지막 왕인 초왕 부추를 사로잡았으며 진(陳)의 남쪽부터 평여(平輿)에 이르는 땅을 빼앗았다.
기원전 222년(진시황 25), 왕전은 초나라의 강남(江南)을 평정하였으며, 또한 월군(越君)을 항복시키고 회계군을 두었다. 그리고 이듬해인 기원전 221년, 왕전의 아들인 왕분이 제나라를 공격하여 멸망시키면서 마침내 전국시대가 종결되고 중국이 최초로 통일되기에 이르렀다.
한편 왕전이 초나라를 평정하는 과정에 대해서는 기록에 따라 모순이 있다. 《사기》 진시황본기에서는 왕전이 기원전 224년에 초왕 부추를 사로잡았고, 이듬해인 기원전 223년에 왕전이 초나라 왕으로 추대된 창평군을 격파하여 죽였으며 항연은 자결했다고 하였다. 이에 반하여 《사기》 육국연표 · 초세가 · 백기왕전열전 · 몽염열전 등에 기록된 초나라의 멸망과정은 그 앞뒤의 과정이 바뀌어 있다. 그런데 1975년, 호북성 운몽현의 진나라 시대 관료의 무덤에서 발굴된 《운몽수호지진간》(雲夢睡虎地秦簡)의 〈연기〉(年記)에서는 진나라가 기원전 223년에 초나라를 공격하였고, 기원전 224년에 초왕 부추를 사로잡았던 것을 추측케하는 기록이 있어서 《사기》 진시황본기의 서술을 믿기 어렵다는 주장이 유력하게 되었다.

### 말년
이후 왕전의 행적은 더 이상 기록이 전하지 않아서 알 수 없다. 천하통일 이후인 기원전 219년(진시황 28), 진 시황제가 낭야를 순행할 당시에 그를 수행한 대신들의 명단에 왕전의 아들인 왕분(王賁)과 손자인 왕리의 이름은 보이지만 왕전의 이름은 보이지 않는다. 또한 이세황제 때(기원전 210년~207년)에 이르러 왕전과 그 아들인 왕분은 이미 모두 죽고 없었다고 전한다.

## 후대의 평가
기원전 207년, 왕전의 손자인 왕리가 조나라의 반란군을 거록에서 포위하였으나 이를 구원하러 온 초나라의 항우에게 패하고 포로가 되었다.(거록대전) 이에 대해서는 다음과 같은 전설이 전해진다. 왕리가 처음 조나라의 반란군을 진압하기 위해 거록성을 포위했을 당시에 어떤 사람이 "왕리는 진나라의 명장(名將)이다. 이제 장차 강력한 진나라의 군대를 거느리고 새로 세워진 조나라를 공격할 것이니 반드시 이길 것이다."라 하였다. 그러자 다른 객(客)이 말하기를, "그렇지 않다. 무릇 장수가 3대를 이어가면 반드시 패하게 된다. 왜 반드시 패하는가? 필시 죽이고 정벌한 사람이 많으므로 그 후손에게 상서롭지 못한 일이 닥치기 때문이다. 지금 왕리가 3대째 장군이다."라 하였다. 그로부터 얼마 후에 왕리는 정말로 항우에게 패하여 포로가 되고 말았던 것이다.
전한 시대의 역사가 사마천은 《사기》에서 진나라의 대표적인 명장으로 손꼽히던 백기와 왕전의 열전을 함께 엮어서 구성하였다. 이들의 열전은 《사기》 권73 백기왕전열전에 수록되었다. 여기서 사마천은 왕전에 대하여 "진나라의 장수가 되어 여섯 나라를 멸망시켰다. 당시에 왕전은 숙장(宿將)이 되었으니, 진시황도 그를 스승으로 모셨다."라 말하며 그의 능력을 극찬하였다. 그러나 한편으로는 왕전의 처세술을 비꼬아서 "능히 진나라의 덕을 세워서 그 근본을 다지지 못하고 구차하게 합취(合取)하다가 죽었다."라 말하며, 그의 손자인 왕리가 포로가 된 것 또한 당연한 이치라고 비판하였다.
남조 시대의 문인 주흥사는 《천자문》에서 "기전파목(起翦頗牧) 용군최정(用軍最精)"이라 하였는데, 이는 곧 전국 시대에 백기 · 왕전 · 염파 · 이목 등이 군사를 가장 잘 부렸다는 뜻이다.

## 후손
왕전에게는 아들인 왕분(王賁)과 손자인 왕리(王離)가 있었다. 왕분은 통무후(通武侯)의 작위를 받았고, 왕리는 무성후(武城侯)의 작위를 받았다.
후대의 기록인 《신당서》에 따르면, 왕전의 손자인 왕리는 왕원(王元)·왕위(王威) 등의 두 아들을 두었다고 하였다. 이후 진나라가 멸망할때에 왕원이 전란을 피해서 낭야로 이주하였다고 전한다. 이후 전한의 왕길·왕준·왕숭, 조위의 왕웅(王雄), 서진의 왕상·왕도·왕돈·왕희지 등의 인물을 배출하였다. 위진남북조 시대에 문벌로써 이름을 떨쳤던 낭야 왕씨(瑯邪王氏) 집안도 왕전의 후손으로 알려져 있다. 즉 낭야 왕씨는 왕리의 먼 후손이 되는 것이다.
다만 《한서》 왕길전에는 왕리와 왕길 사이에 대한 관련을 적고 있지 않아서 《신당서》의 계도에 대해 신뢰성이 의심받고 있다.

## 같이 보기
- 사마천

## 참고 문헌
- 사마천 《사기》
- 반고 《한서》
- 구양수 《신당서》